# Autograph Collection
Autograph Collection – amerykańska sieć hotelowa należąca do grupy Marriott International. Powstała w 2010. Sieć posiada 253 działających hoteli, w których jest dostępnych 51 594 pokoi (31 grudnia 2021).

## Historia
Aby rozwijać się w okresie kryzysu gospodarczego po 2008 Marriott chciał przyciągnąć niezależne, wyjątkowe hotele do swojej sieci franczyzowwej. W 2010 roku firma zwróciła się do Richarda Kesslera, niezależnego hotelarza i byłego dyrektora generalnego sieci Days Inn, o włączenie jego siedmiu butikowych obiektów do swojego systemu pod jeszcze nienazwaną nową marką. W 2006 roku Kessler porzucił przynależność do marki Westin Hotels & Resorts ze swojego hotelu w centrum Orlando w stanie Floryda, aby działać niezależnie. Początkowo niechętny, doszedł do akceptowalnego porozumienia. Hotele działałyby autonomicznie, zachowując swoje nazwy i tożsamość. Utworzono Autograph Collection, a nieruchomości Kesslera stanowiły większość inwentarza sieci.
Nazwa podkreślała nie markę, ale kolekcję hoteli, skierowanych do klientów z najwyższej półki poszukujących wyjątkowych wrażeń. Niewyświetlanie marki Marriott czy też jego systemu rezerwacji na stronie internetowej Autograph Collection nie tylko podkreślało wyjątkowe doświadczenia tych niezależnych hoteli, ale także chroniło różne marki giganta hotelarskiego przed upadkiem w przypadku niepowodzenia przedsięwzięcia. Wybór obejmował historyczne, charakterystyczne budynki odmłodzone do XXI wieku, ale znacznie różniące się od zwykłego obiektu „prostokątnego”. Autograph Collection poszukiwała hoteli, które posiadały element autentycznego lokalnego smaku i kulturowej odrębności, aby zapewnić gościom miły pobyt. 
Z biegiem czasu finansowanie tych projektów było łatwiej dostępne dla właściciela, ponieważ kredytodawcy postrzegali je powiązane z dużą siecią hotelową jako mniej ryzykowne. Obecnie mniej niż 40% należy do niezależnych hoteli i jest przez nie zarządzanych. 
Autograph Collection obejmuje 4- i 5-gwiazdkowe hotele, od 15-pokojowego butikowego domku myśliwskiego w stanie Kolorado po 3400-pokojowy Atlantis Resort na Paradise Island w Bahamach.

## Hotele
Do sieci należy 278 hoteli na całym świecie, w tym 68 hoteli w Europie. W Polsce znajduje się jeden hotel Autograph Collection (17 lutego 2023).

### Afryka
- Kenia

- Sankara Nairobi

- Południowa Afryka

| * African Pride Irene Country Lodge | * African Pride Melrose Arch Hotel |

- Tanzania

- Le Mersenne Zanzibar

### Ameryka Południowa
- Belize

- Alaia Belize

- Brazylia

- Hotel & Spa do Vinho

- Kolumbia

- The Artisan D.C. Hotel

### Ameryka Północna
- Kanada

- Alberta

| * Kananaskis Mountain Lodge, Autograph Collection | * The Dorian, Autograph Collection |

- Kolumbia Brytyjska

| * Civic Hotel | * The DOUGLAS | * The Josie Hotel |

- Nowa Szkocja

- Muir, Autograph Collection

- Nowy Brunszwik

- The Algonquin Resort St. Andrews by-the-Sea

- Ontario

- The Pearle Hotel & Spa, Autograph Collection

- Quebec
- Humaniti Hotel Montreal, Autograph Collection

- Saskatchewan

- The Hotel Saskatschewan

- Stany Zjednoczone

- Alabama

| * Elyton Hotel | * Grand Bohemian Hotel Mountain Brook | * The Grand Hotel Golf Resort & Spa | * Trilogy Hotel Montgomery |

- Arizona

| * ADERO Scottsdale Resort | * The Camby |

- Floryda

| * Art Ovation Hotel           | * Celebration Hotel            | * Hotel Beaux Arts             | * Playa Largo Resort & Spa | * The Saint Hotel Key West       |
| * Cadillac Hotel & Beach Club | * Epicurean Hotel              | * Hotel Colonnade Coral Gables | * The Ben                  | * Walt Disney World Swan Reserve |
| * Casa Monica Resort & Spa    | * Fenway Hotel                 | * Hotel Duval                  | * The CURRENT Hotel        | * Waterline Villas & Marina      |
| * Castle Hotel                | * Grand Bohemian Hotel Orlando | * Luminary Hotel & Co.         | * The Daytona              | * Winter Haven                   |

- Georgia

| * Bohemian Hotel Savannah Riverfront | * The Hotel at Avalon |
| * Epicurean Atlanta                  | * Twelve Downtown     |
| * Glenn Hotel                        | * Twelve Midtown      |
| * Hotel Colee, Atlanta Buckhead      |                       |

- Hawaje

| * Koloa Landing Resort | * Mauna Kea Beach Hotel | * The Laylow |

- Illinois

| * Hotel Chicago Downtown | * The Drake Oak Brook |
| * Hotel EMC2             | * The LaSalle Chicago |
| * The Blackstone         |                       |

- Indiana

| * Hotel Carmichael | * The Union Club Hotel at Purdue University |

- Iowa

| * Hotel Blackhawk | * The Current Iowa | * The Warrior Hotel |

- Kalifornia

| * Hotel Adagio                    | * Hotel Republic San Diego               | * TETRA Hotel                | * Triada Palm Springs           |
| * Hotel Nia                       | * Inn at the Mission San Juan Capistrano | * The Citizen Hotel          | * Vespera Resort on Pismo Beach |
| * Hotel Paradox Pier South Resort | * Lido House                             | * The Clancy                 | * westdrift Manhattan Beach     |
| * HOTEL PASEO                     | * Pier South Resort                      | * The Lodge at Sonoma Resort |                                 |

- Kansas

- Ambassador Hotel Wichita

- Karolina Południowa

| * Grand Bohemian Hotel Charleston | * Grand Bohemian Lodge Greenville |

- Karolina Północna

| * Grand Bohemian Hotel Asheville | * The Siena Hotel     |
| * Grand Bohemian Hotel Charlotte | * The StateView Hotel |

- Kentucky

- Hotel Distil

- Kolorado

| * Beaver Creek Lodge             | * The Jacquard Hotel & Rooftop |
| * The Brown Palace Hotel and Spa | * Viewline Resort Snowmass     |
| * The Elisabeth Hotel            |                                |

- Luizjana

| * Q&C HotelBar New Orleans | * The Saint | * WATERMARK Baton Rouge |

- Maine

- The Press Hotel

- Maryland

| * Annapolis Waterfront Hotel | * Merriweather Lakehouse |

- Massachusetts

| * The Envoy Hotel | * The Row Hotel at Assembly Row |

- Michigan

| * Inn at Bay Harbor | * The Henry |

- Minnesota

| * Elliot Park Hotel | * Emery |

- Missouri

| * Ambassador Hotel Kansas City | * Hotel Saint Louis | * The Raphael Hotel |

- Nebraska

- The Farnam

- Nevada

- The Cosmopolitan of Las Vegas

- New Jersey

| * EnVue Hotel | * The MC Hotel |

- Nowy Jork

| * The Algonquin Hotel Times Square | * The Lexington Hotel | * The Opus Westchester |

- Ohio

| * Hotel LeVeque | * Metropolitan at The 9 | * The Lytle Park Hotel |

- Oklahoma

| * Ambassador Hotel Oklahoma City | * Ambassador Hotel Tulsa | * The National |

- Oregon

- Hi-Lo Hotel

- Pensylwania

| * The Industrialist Hotel, Pittsburgh | * The Notary Hotel | * The Oaklander Hotel |

- Teksas

| * Grand Galvez Resort  | * Hotel Vin                     | * The Laura Hotel, Houston Downtown |
| * Hotel Drover         | * Plaza San Antonio Hotel & Spa | * The Otis Hotel Austin             |
| * Hotel ICON           | * The Adolphus                  | * The Sinclair                      |
| * Hotel Paso Del Norte | * The Barfield                  | * The Stella Hotel                  |

- Tennessee

| * The Edwin Hotel | * Union Station Hotel Nashville |

- Utah

| * Hotel Park City | * The Advenire |

- Waszyngton

| * The Davenport Grand | * The Davenport Lusso | * The Davenport Tower | * The Historic Davenport |

- Waszyngton D.C.

- The Mayflower Hotel

- Wirginia

| * Cavalier Virginia Beach Hotel      | * The Alexandrian Old Town Alexandria |
| * Glasslight Hotel & Gallery         | * The Draftsman                       |
| * Morrison House Old Town Alexandria | * Williamsburg Lodge                  |

- Wisconsin

| * Hotel Metro | * Hotel Northland | * The Trade |

- Wyoming

- The Cloudveil

### Ameryka Środkowa & Karaiby
- Bahamy

- French Leave Resort

- Brytyjskie Wyspy Dziewicze

- Scrub Island Resort, Spa & Marina

- Dominika

| * Hideaway at Royalton Punta Cana | * Royalton Punta Cana        |
| * Royalton Bavaro                 | * Royalton Splash Punta Cana |

- Grenada

- Royalton Grenada

- Jamajka

| * Grand Lido Negril Au-Naturel     | * Royalton Negril                  |
| * Hideaway at Royalton Negril      | * Royalton White Sands Montego Bay |
| * Royalton Blue Waters Montego Bay |                                    |

- Kostaryka

| * El Mangroove | * Planet Hollywood Costa Rica | * Punta Islita |

- Meksyk

| * Hacienda del Mar Los Cabos          | * Royalton CHIC Cancun           |
| * Hideaway at Royalton Riviera Cancun | * Royalton Riviera Cancun        |
| * Planet Hollywood Adult Scene Cancun | * Royalton Splash Riviera Cancun |
| * Planet Hollywood Cancun             |                                  |

- Panama

| * Sortis Hotel, Spa & Casino | * The Buenaventura Golf & Beach Resort Panama |

- Trynidad i Tobago

- The BRIX

- Wyspy Dziewicze

- Morningstar Buoy Haus Beach Resort at Frenchman's Reef

### Australia & Oceania
- Australia

| * Midnight Hotel | * Pier One Sydney Harbour |

### Azja
- Azerbejdżan

| * Park Chalet, Shahdag | * Pik Palace, Shahdag |

- Chiny

| * Nanjing, Jiangning | * The Shanhaitian Resort Sanya | * The Sifang Hotel Nanjing |

- Gruzja

- Paragraph Resort & Spa Shekvetili

- Indonezja

| * Sari Pacific Jakarta | * The Stones Hotel – Legian Bali |

- Japonia

| * Mesm Tokyo | * The Prince Kyoto Takaragaike | * The Prince Sakura Tower Tokyo |

- Korea Południowa

| * GRAVITY Seoul Pangyo | * RYSE            |
| * Hotel Onoma, Daejeon | * THE PLAZA Seoul |

- Malezja

| * Hotel Stripes Kuala Lumpur | * The Majestic Hotel Kuala Lumpur |

- Singapur

| * Duxton Reserve Singapore | * Maxwell Reserve Singapore |

- Tajlandia

- Madi Paidi Bangkok

- Wietnam

- Vinpearl Landmark 81

### Bliski Wschód
- Izrael

- Publica Isrotel

- Katar

| * Agora, Doha | * Al Samriya, Doha | * Qabila Westbay Hotel |

- Zjednoczone Emiraty Arabskie

| * Habtoor Grand Resort | * Lapita, Dubai Parks and Resorts | * La Ville Hotel & Suites CITY WALK, Dubai |

### Europa
- Belgia:

- Antwerpia Sapphire House Antwerp
- Bruksela Cardo Brussels Hotel

- Estonia: Tallinn Hotel Telegraaf
- Finlandia: Helsinki Hotel U14
- Francja:

- Lille L'Hermitage Gantois
- Reims La Caserne Chanzy Hotel & Spa
- Rouen Hotel de Bourgtheroulde
- Strasburg Maison Rouge Strasbourg Hotel & Spa

- Grecja:

- Ateny Academias Hotel
- Chania Domes Noruz Chania
- Elunda Domes of Elounda
- Korfu Domes of Corfu
- Saloniki MonAsty, Thessaloniki
- Zakintos Domes Aulus Zante

- Hiszpania:

- Baqueira Hotel AC Baqueira Ski Resort
- Barcelona Cotton House Hotel
- Bilbao Hotel Ercilla de Bilbao
- Briñas Palacio Tondon
- Grenada Hotel Palacio de Santa Paula
- Llucmajor Hacienda Son Antem
- Madryt Círculo Gran Vía; Hotel Palacio Del Retiro
- Santiago de Compostela Hotel Palacio del Carmen
- Sewilla Querencia de Sevilla
- Sitges Sabàtic, Sitges
- Toledo Eugenia De Montijo
- Walencja Palacio Santa Clara

- Irlandia:

- Dublin The Shelbourne
- Enniskerry Powerscourt Hotel
- Kilkenny Mount Juliet Estate

- Niderlandy:

- Amsterdam The College Hotel Amsterdam
- Breda Hotel Nassau Breda

- Niemcy:

- Baden-Baden Roomers Baden-Baden
- Berlin Hotel am Steinplatz; Hotel Luc
- Drezno Gewandhaus Dresden
- Hamburg Hotel Atlantic Hamburg
- Königstein im Taunus Falkenstein Grand; Villa Rothschild
- Lieser Schloss Lieser
- Monachium Roomers Munich
- Tegernsee Caro & Selig, Tegernsee
- Weimar Hotel Elephant Weimar

- Polska: Warszawa Hotel Verte[6], Warsaw ul. Podwale 3/5
- Portugalia: Lizbona The Ivens
- Rumunia: Bukareszt The Marmorosch Bucharest
- Szwajcaria:

- Flims Waldhaus Flims Wellness Resort
- Lucerna The Hotel Lucerne
- Montreux Grand Hotel Suisse Majestic
- Zurych Kameha Grand Zurich; Neues Schloss Privat Hotel Zurich

- Turcja: Stambuł Adahan DeCamondo Pera; Burdock Hotel Istanbul; Orientbank Hotel Istanbul; Sofa Hotel Istanbul
- Wielka Brytania:

- Cambridge University Arms Hotel
- Edynburg The Glasshouse
- Londyn Bankside Hotel; Hotel Xenia; Montcalm East; St. Ermin's Hotel; The Dixon; Threadneedles

- Włochy:

- Florencja Sina Villa Medici
- Lukka Grand Universe Lucca
- Monsummano Terme Grotta Giusti Thermal Spa Resort Tuscany
- Rzym Sina Bernini Bristol; The Pantheon Iconic Rome Hotel